# SUPER DONUTS
『SUPER DONUTS』（スーパー・ドーナツ）はスターダストレビュー2枚目のベスト・アルバム。1987年11月28日に発売された。

## 解説
2枚目となるベスト・アルバムはオリジナル・アルバム未収録のシングル表題曲、カップリング曲、既発楽曲のリメイクで構成された全12曲。
先行シングル「メビウスの瞳」収録。
初盤予約特典は特製7インチ盤『銀座ネオン・パラダイス(REMIX)』（品番：LZ-16/ジャケットなし/片面盤）。

## 収録曲
1. 今夜だけきっと (Symphonic Version)
編曲：三谷泰弘
9枚目シングルの別ヴァージョン。
2. BAD MOONに誘われて
10枚目シングル｢もう一度ハーバーライト｣のカップリング曲。
前曲とつながっており、表記は無いがアルバム・ヴァージョン。
3. 君のために・・・
13枚目シングル｢メビウスの瞳｣のカップリング曲。
4. 心の中のFollow Wind
11枚目シングル。
5. Lonely≠Story
11枚目シングル｢心の中のFollow Wind｣のカップリング曲。
6. Single Night (Long Version)
7枚目シングルの別ヴァージョン。
7. メビウスの瞳
13枚目シングル。表記は無いがアルバム・ヴァージョン。
8. もう一度ハーバーライト
10枚目シングル。
9. ダンスはいかが? (Re-Mix)
4枚目シングル｢トワイライト・アヴェニュー｣カップリング曲のリミックス。
10. 紙飛行機の夢
作詞・作曲・編曲・メインヴォーカル：三谷泰弘
新曲。
11. 素敵なWink Cat －dedicated to FLAPPERS－ (Re-Mix)
7枚目シングル｢Single Night｣カップリング曲のリミックス。
12. トワイライト・アヴェニュー (A Cappella)
編曲：三谷泰弘
4枚目シングルのアカペラ・ヴァージョン。
13. 君のために・・・（LIVE VERSION:1988年2月26日）
※2002年以降再発盤のみに収録のボーナス・トラック